# Kanton Nort-sur-Erdre
Kanton Nort-sur-Erdre (fr. Canton de Nort-sur-Erdre) je francouzský kanton v departementu Loire-Atlantique v regionu Pays de la Loire. Tvoří ho šest obcí.

## Obce kantonu
- Casson
- Héric
- Nort-sur-Erdre
- Petit-Mars
- Saint-Mars-du-Désert
- Les Touches